# Carol Bolt
Carol Bolt, geborene Carol Johnson (* 25. August 1941 in Winnipeg, Manitoba, Kanada; † 28. November 2000 in Toronto, Ontario, Kanada) war eine kanadische Dramatikerin. Sie war Gründungsmitglied und über mehrere Jahre hinweg Präsidentin der Vereinigung der kanadischen Dramatiker (Playwrights Union of Canada).

## Leben
Carol Bolt wurde am 25. August 1941 als Carol Johnson in Winnipeg, Manitoba, als Tochter einer Lehrerin und eines Minenarbeiters geboren und wuchs in verschiedenen Minenstädten Kanadas auf. Nach ihrem Studium an der University of British Columbia (Bachelor, 1961) gehörte sie neben dem Herausgeberteam um Fred Wah, Frank Davey, George Bowering und Daphne Marlatt zu den Autoren der ersten Stunde, die in dem Untergrundnewsletter TISH ihre Werke veröffentlichten.
1969 heiratete sie den Schauspieler David Bolt. Das Paar hatte einen Sohn.
Das bekannteste Stück Carol Bolts sollte der Thriller One Night Stand werden, der bereits 1978 verfilmt wurde. Ihre anderen Schauspiele beinhalten die Untersuchung speziell kanadischer Motive und politischer Fragen, wie beispielsweise Buffalo Jump (eine Darstellung Kanadas während der Zeit der Weltwirtschaftskrise und der Depression der 1930er Jahre). In Pauline (1973) ging es ihr um die Darstellung des Lebens der Mohawk-Poetin Pauline Johnson. Das sozialkritische Drama Red Emma, Queen of the Anarchists (1974), das im New York City der 1890er Jahre spielte, feierte den glühenden Feminismus Emma Goldmans und wurde von der Canadian Opera Company 1996 als Oper in den Spielplan adaptiert. Ihr letztes Schauspiel war Famous, das für die Bühne 1997 produziert wurde. Neben ihren diversen Stücken für Erwachsene verfasste Bolt auch diverse Kindertheaterstücke, die Musik und Pantomime in sich vereinten, wie My Best Friend Is Twelve Feet High (1972), Cyclone Jack (1972), Maurice (1975) und Finding Bumble (1975). Dabei drehte sich Cyclone Jack ebenfalls um einen indianischen Helden: Tom Longboat, den legendären Läufer vom Stamm der Onondaga, der den Boston Marathon gewann.
1977/78 erhielt sie die Stelle des Playwright-in-residence an der University of Toronto zugesprochen.
Für das Fernsehen schrieb Bolt Textpassagen sowie Tales of the Klondike, zwei Episoden der Kinderanimationsserie The Raccoons und eine einzelne Episode von Fraggle Rock.
Carol Bolt starb am 28. November 2000 an den Komplikationen einer Krebserkrankung ihrer Leber in Toronto, Ontario.

## Werke
Schauspiele
- Daganawida (1970)
- Buffalo Jump (1972)
- My Best Friend Is Twelve Feet High (1972)
- Cyclone Jack (1972)
- Gabe (1973)
- Pauline (1973)
- Tangleflags (1973)
- Shelter (1975)
- Maurice (1975)
- Finding Bumble (1975)
- Red Emma, Queen of the Anarchists (1974)
- One Night Stand (1977)
- Escape Entertainment (1981)
- Love or Money (1981)
- Icetime (1989)
- Famous (1997)

Sonstiges
- Drama in the Classroom (1986)

## Auszeichnungen
- Chalmers Award, 1989, für Icetime